# ماريا فرانكا فيسولو
ماريا فرانكا فيسولو (بالإيطالية: Maria Franca Fissolo)‏ (مواليد 1941)  مليارديره إيطالية وأرملة السيد ميشيل فيريرو صاحب شركة فيريرو، والتي تعتبر ثاني أكبر شركة حلويات في أوروبا.

## ثروتها
اعتبارا من أغسطس عام 2016، قدرت فوربس صافي ثروتها 24.6 بيلون دولار.

## الحياة الشخصية
تزوجت ميشيل فيريرو في عام 1962، وأنجبا إبنان هما جيوفاني فيريرو وبيترو فيريرو الابن  وهي تعيش حاليا في موناكو.